# 同和自動車工業
同和自動車工業株式会社（どうわじどうしゃこうぎょう）は1934年に創設され、1942年に満洲自動車製造株式会社に吸収された:60自動車会社。

## 概要
日本では第一次世界大戦によって自動車の軍事的有用性が理解される一方で国内資本による自動車製造業が立ち上がっていたが、その後フォード・モーターやゼネラルモーターズ（GM）などのアメリカの大手企業が日本に進出。外国車が国内市場を席捲する勢いだったことから、国策による自動車産業振興の機運を高めることになる。

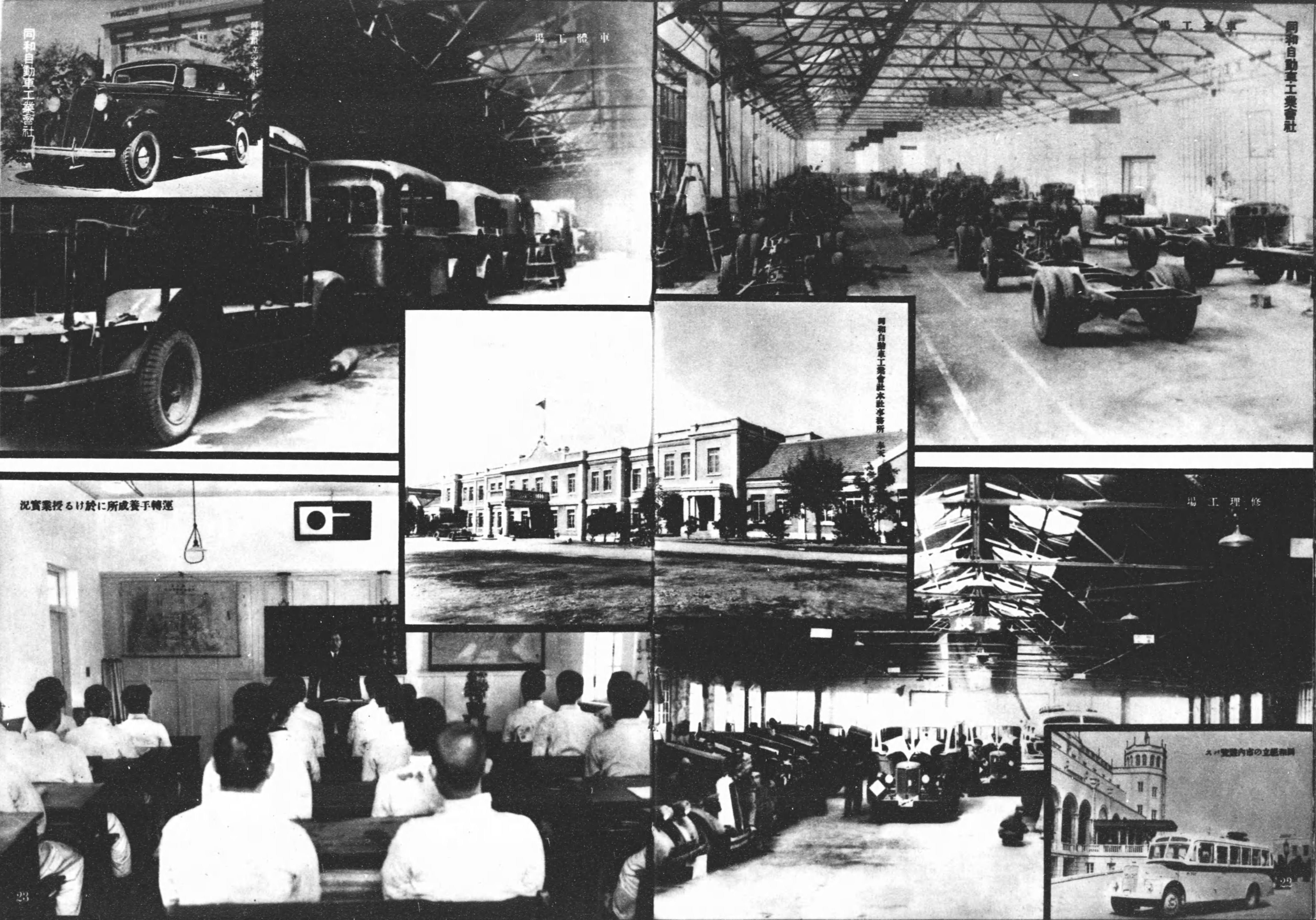
同和自動車の製造現場。写真中央は奉天市に置かれた同和自動車の本社。

満州に於いても同様で、満州国建国を切っ掛けとしてフォードとGMが進出して販売網を整備。両社が乗用車で過半数のシェアを獲得したことが関東軍や南満州鉄道を刺激させ、満州国内での自動車産業の振興と国産車の製造力強化を目的としつつ外国車の排斥も視野に入れて1934年3月26日に設立された。設立にあたっては南満州鉄道と満州国政府が過半数を出資、当時日本国内で自動車製造業を営んでいた東京自動車工業・東京瓦斯電気工業（両社は後に合併していすゞ自動車）・戸畑鋳物（日産自動車の前身）・三菱造船が資本参加していた。

## 資本金
620万円（発足当時）

## 生産能力
張学良がアメリカの資本と技術供与で完成させていた自動車工場を満州事変で日本が接収していたが、同和自動車設立に際しては同工場とその設備が現物出資されて操業を開始した。1934年（昭和9年）7月28日の満州日報によると、年間製造予定は5,000台であった（但し、同社は同年8月上旬からの操業を予定しており、この時点ではあくまでも予定に過ぎない）ものの、関連する部品産業などが立地しなかったため部品や材料を日本から輸入して組み立てた乗用車とトラックを再度日本に輸出するという現地組立工場（ノックダウン生産）の域を出ないものであった。